# 山口県立熊毛南高等学校上関分校
山口県立熊毛南高等学校上関分校（やまぐちけんりつ くまげみなみこうとうがっこう かみのせきぶんこう）とは、山口県熊毛郡上関町長島に所在した公立の高等学校。

## 概要
山口県立熊毛南高等学校の分校であった。

## 沿革
- 1948年（昭和23年）6月25日 - 山口県立田布施農業高等学校の上関分校（定時制）として開校[1]
- 1951年（昭和26年）3月31日 - 定時制高校の配置転換により山口県立熊毛南高等学校の分校となる
- 1962年（昭和37年）4月 - 定時制課程の募集停止。全日制課程普通科新設
- 1972年（昭和47年）3月 - 本館普通教室改装工事完成
- 1977年（昭和52年）6月 - 特別教室棟完成
- 1979年（昭和54年）8月 - 体育館完成
- 1982年（昭和57年）2月 - 柔剣道場完成
- 1984年（昭和59年）3月 - グランド造成工事完成
- 2007年（平成19年）4月 - 募集停止
- 2010年（平成22年）3月 - 閉校

## 設置学科
- 普通科

## 所在地
- 〒742-1402 山口県熊毛郡上関町長島629